# Joan Roman i Calbet
Joan Roman i Calbet (Eivissa, 13 de febrer de 1849 - Madrid, 4 de gener de 1910) fou un arqueòleg i polític eivissenc, considerat un dels iniciadors de la investigació arqueològica a les illes Pitiüses.
Estudià als escolapis de València, als jesuïtes de Montesion de Palma i al seminari d'Eivissa. En 1872 es llicencià en dret a la Universitat de Barcelona i a la Universitat de Madrid. El 1873 fundà la revista La Enciclopedia a Barcelona, i també fou elegit diputat del Partit Liberal per Eivissa a les eleccions generals espanyoles de 1901.
Simultàniament, va treballar en la recerca dels jaciments púnics d'Eivissa, principalment a la necròpolis dels Puig des Molins. Des del 1903 fou director de la Societat Arqueològica Ebusitana, que donaria lloc a la creació del Museu Arqueològic d'Eivissa (1907), i va fer noves investigacions a Puig des Molins, Puig d'en Valls, Talamanca, Sant Antoni de Portmany, Formentera i la cova des Cuieram. La seva tasca fou continuada pel seu fill Carles Roman Ferrer.

## Obres
- Los nombres e importancia arqueológica de las Islas Pythiusas (Madrid, 1906).